# Марко Благојевић (министар)
Марко Благојевић (20. април 1974) је српски политичар који је био министар за јавна улагања од 2022. до 2024. године.

## Рани живот
Марко Благојевић је рођен 20. априла 1974. године у Београду, СР Србија, СФРЈ. Дипломирао је на Правном факултету Универзитета у Београду.

## Каријера
Благојевић је био политички активан током 1990-их. Учествовао је у демонстрацијама против Слободана Милошевића 1996–1997. 1997. је суоснивач ЦеСИД-а, невладине организације; био је њен члан до 2014. Био је члан управног одбора Фонда за отворено друштво од 2003. до 2008. Влада Србије га је 2014. именовала за директора Канцеларије за помоћ и обнову поплављених подручја насталих током поплава 2014., док је годину дана касније постао директор Канцеларије за управљање јавним улагањима. На функцији је био до 2022.

### Министар за јавна улагања
Благојевић ће бити министар за јавна улагања у трећој влади Ане Брнабић 24. октобра 2022. године. Заклетву је положио 26. октобра.

## Лични живот
Благојевић је ожењен и има једну ћерку.